# جيوفري بريتو
جيوفري بريتو (بالفرنسية: Geoffroi le Breton)‏ هو قسيس فرنسي، ولد في القرن الحادي عشر، وتوفي في 28 نوفمبر 1128.